# مجموعة مينسك التابعة لمنظمة الأمن والتعاون في أوروبا
تم إنشاء مجموعة مينسك التابعة لمنظمة الأمن والتعاون في أوروبا في عام 1992 من قبل مؤتمر الأمن والتعاون في أوروبا، (الآن منظمة الأمن والتعاون في أوروبا) لتشجيع حل سلمي تفاوضي للنزاع بين أذربيجان وأرمينيا على مرتفعات قره باغ.

## أنشطة
في أوائل عام 2001 التقى ممثلو أرمينيا وأذربيجان وفرنسا وروسيا والولايات المتحدة في باريس وفي كي وست بفلوريدا. ومع ذلك، فقد ظلت المحادثات في كي ويست سرية إلى حد كبير ولم يتم متابعتها.
في 7 أكتوبر 2002 خلال قمة رابطة الدول المستقلة في تشيسيناو، تم طرح فائدة مجموعة مينسك في مفاوضات السلام للمناقشة من قبل الوفدين الأرمني والأذربيجاني. وبحسبهم، لم تكن وساطة منظمة الأمن والتعاون في أوروبا التي استمرت عشر سنوات فعالة بما فيه الكفاية.
في 19 ديسمبر 2015، عقد سيرج سركسيان وإلهام علييف قمة في برن، سويسرا تحت رعاية الرئيسين المشاركين. وأيد الرؤساء العمل الجاري للحد من مخاطر العنف وأكدوا استعدادهم لمواصلة الانخراط في تسوية.
عقدت القمة الأخيرة بين إلهام علييف وسيرج سركسيان في 16 أكتوبر 2017 ونظمتها مجموعة مينسك في جنيف، سويسرا. واعترف الرئيسان باتخاذ الإجراءات المناسبة من أجل تعزيز عملية المفاوضات وتخفيف التوترات على خط التماس.

## الإنتقادات الأذربيجانية للمنظمة
لطالما لم يثق الأذربيجانيون في مجموعة مينسك التابعة لمنظمة الأمن والتعاون في أوروبا، التي تشارك في رئاستها روسيا وفرنسا والولايات المتحدة. جميع الدول الثلاث لديها جاليات أرمنية كبيرة في الشتات، في حين أن روسيا وأرمينيا حليفان استراتيجيان، وهو أمر تجادل أذربيجان بأنه سبب لها لاعتبارها لصالح الأرمن في الصراع. يتهم العديد من الأذربيجانيين مجموعة مينسك بأنها غير فعالة وعادلة في عملها. اتهمت وسائل الإعلام الأذربيجانية بعض الرؤساء المشاركين (مثل فلاديمير كازيميروف من روسيا وجاك فور من فرنسا) «بمراعاة الآداب» فقط بوصفهم شاغلين للوظائف واستمروا في أن يصبحوا «أفضل أصدقاء أرمينيا» بعد فترة وجيزة من تقاعدهم من مناصبهم كوسطاء.
في عام 2016، تعرضت مجموعة مينسك لانتقادات بسبب عدم فعاليتها المزعومة من قبل الرئيس إلهام علييف. كما انتقدها رئيس أذربيجان السابق حيدر علييف.